# Gaetano Pieraccini
Gaetano Pieraccini (Poggibonsi, 23 dicembre 1864 – Firenze, 13 aprile 1957) è stato un medico e politico italiano.

## Biografia
Nato da Ottaviano Pieraccini e Polissena Sprugnoli, rimase orfano a soli sei anni, ma riuscì comunque a intraprendere gli studi e a laurearsi in medicina l'8 luglio 1888 presso l'Istituto Superiore di Scienze Sociali di Firenze.
Dopo aver perfezionato i suoi studi a Parigi e Vienna, presso le locali facoltà di medicina, Pieraccini rientra nel 1893 a Firenze dove comincia ad esercitare la professione medica sia nel suo studio privato che nell'ospedale di Santa Maria Nuova. Intanto comincia ad avvicinarsi al pensiero socialista e in quello stesso anno entra a far parte del partito dei lavoratori italiani.

G.Pieraccini nel suo studio di via Cavour

Nel 1894 pubblicherà la sua prima opera nel campo della Medicina sociale dal titolo La difesa della società dalle malattie trasmissibili e contemporaneamente comincia a svolgere una sempre più intensa attività politica all'interno del movimento socialista.
Nel 1900 si sposa con Vittoria Sestini e viene candidato dai partiti popolari nel Collegio fiorentino di Santo Spirito, mentre l'anno seguente entra a far parte del Comitato esecutivo della Federazione provinciale socialista dove aderisce alla corrente riformista del PSI.
Diventato Medico primario dell'ospedale di Santa Maria Nuova, pubblica nel 1905 il Trattato di patologia del lavoro e terapia sociale che gli varrà prima la libera docenza di Patologia del Lavoro e tre anni dopo, primo in italia, la libera docenza di Medicina del Lavoro.
Si presentò alle elezioni del 1900 ma non fu eletto. Poi 1909 venne eletto deputato al Parlamento del Regno, carica che ricoprirà fino al 1913, adoperandosi per far promuovere una serie di proposte di legge per la concessione di assicurazioni sociali contro le malattie, l'invalidità e la vecchiaia.
Dopo un periodo nel Consiglio comunale e provinciale di Firenze, nel 1918 viene chiamato a far parte dell'Ufficio Internazionale del Lavoro di Ginevra. Nel 1921 viene eletto deputato nelle file del PSI e l'anno seguente aderisce al partito socialista unitario.
Con l'avvento del fascismo, Pieraccini viene duramente osteggiato sia politicamente che professionalmente. In un primo momento viene allontanato dalla carica di primario del suo ospedale, poi gli viene impedito di insegnare nelle sue facoltà. Nel 1925 comincia a collaborare al giornale clandestino "Non Mollare" di Gaetano Salvemini, Carlo Rosselli e Ernesto Rossi. Nel 1930 gli viene notificata un'ordinanza di assegnazione al confino di un anno, commutata poi in un anno di ammonizione politica.
In questo periodo scrive e pubblica uno dei suoi libri più noti: La stirpe de' Medici di Cafaggiolo: saggio di ricerche sulla trasmissione ereditaria dei caratteri biologici (3 voll., Firenze, Vallecchi, 1924-1925).
Il 22 agosto 1943, dopo la caduta del fascismo, nel suo appartamento si ricostituirà la sezione fiorentina del PSI e il 1º ottobre dell'anno seguente, dopo la liberazione della città, viene nominato sindaco di Firenze, carica che manterrà per oltre due anni. Il 25 settembre 1945, sotto il governo di Ferruccio Parri, viene nominato componente della Consulta nazionale, assemblea legislativa di natura provvisoria e non elettiva istituita dopo la fine della seconda guerra mondiale allo scopo di sostituire il parlamento del Regno d'Italia.
Dopo la scissione del PSI, nel 1947 aderisce al PSLI e nel 1948 viene eletto senatore nelle liste di Unità Socialista e diviene il candidato del PSLI alle elezioni per la presidenza della Repubblica che videro eletto Luigi Einaudi.
In questo periodo gli vengono conferiti importanti riconoscimenti in campo accademico e scientifico.
Nel 1954, in occasione del decennale dalla liberazione di Firenze, fu invitato sul palco di piazza della Signoria insieme ai suoi successori alla carica di sindaco: Mario Fabiani e Giorgio La Pira.
Negli ultimi anni, portando la sua esperienza di medico e scienziato, fu uno dei più convinti oppositori della legge Merlin sull'abolizione della prostituzione legale, proposta dalla socialista Lina Merlin. Secondo Pieraccini le prostitute, da un punto di vista "lombrosiano" erano impossibili da reinserire in società, e inoltre la prostituzione avrebbe risposto ad un bisogno fisiologico del corpo umano. Non poté votare allo scrutinio finale perché la legge fu approvata un anno dopo la sua morte, nel 1958, dopo 10 anni di iter legislativo e dibattiti.
Muore a Firenze il 13 aprile 1957, nella sua abitazione di via Cavour, 8 a Firenze.
È sepolto nel cimitero fiorentino di Trespiano. Nel 1955 l'Accademia dei Lincei gli aveva conferito il Premio Feltrinelli per le Scienze economiche e Sociali.